# Words of Anger
Words of Anger ist eine deutsche Rechtsrock-Band aus Schleswig-Holstein.

## Bandgeschichte
Die Band aus Ostholstein wurde etwa 2003 gegründet. Sie hatte zahlreiche Auftritte in Deutschland und im europäischen Ausland.
Das erste Album wurde durch die Bundesprüfstelle für jugendgefährdende Medien indiziert.
Ein Teil der Musiker ist auch bei der in Rechtsrock-Kreisen bekannten Band Oidoxie aus Dortmund tätig. Von 2009 bis 2011 machte die Band eine Live-Pause, da sie die Musiker der Band Sturmwehr bildeten und mit Sturmwehr eine Live-DVD produzierten.
Seit 2011 tritt der Kopf der Band auch als Solomusiker auf und veröffentlichte im gleichen Jahr sein erstes Soloalbum unter dem Namen Marco Solo – Schlacht um Deutschland.

## Veröffentlichungen

### Alben
- 2004: Kranke Welt (indiziert)
- 2006: Nazi Rock n Roll (Mini-CD)
- 2007: Barrikaden brennen
- 2009: Wer wenn nicht wir
- 2012: Nazi Rock n Roll Teil 2

### Split-CDs
- Drei für Deutschland Teil 1 (mit Hauptkampflinie und White Voice)[4]
- Drei für Deutschland Teil 2 (mit Oidoxie und Das letzte Aufgebot)
- Drei für Deutschland Teil 3 (mit Der M [= Sleipnir-Projekt] und Blut & Eisen), indiziert[5]
- Vereint im Geiste – Vereint im Kampf Teil 2 (mit Nordglanz)
- Von Kameraden für Kameraden (mit Sturm 18, Oidoxie und Extressiv), indiziert im April 2015

(Quelle:)

### Samplerbeiträge
- Club 88 Sampler
- No Prison (ungarischer Sampler)
- Nationale gegen Kinderschänder Sampler
- Lieder mit einem neuen Zeitgeist Teil 2
- Unsere Lieder klingen wieder
- United – Einer für alle, alle für einen

### Weitere Projekte
- 2010 Division Voran: Balladen
- 2011 Marco Solo: Schlacht um Deutschland